# Ralph Russell
Ralph Russell (* 21. Mai 1918 in Homerton bei London; † 14. September 2008) war ein britischer Orientalist und Linguist, der sich der Erforschung und Verbreitung der Urdu-Sprache und -Literatur Indiens und Pakistans widmete und zu seinen Lebzeiten als der führende Vertreter seines Fachs galt.

## Leben und Werk
Russell wuchs in Loughton, Essex, bei London auf. Als rebellischer Geist geriet er bald in Konflikt mit seiner Schule und trat bereits mit 16 Jahren der Communist Party of Great Britain bei. Deren Anliegen – seinen Worten zufolge „atheistischer Humanismus, Pazifismus, Sozialismus und Kommunismus“ – vertrat er auch während seiner Studienjahre in Cambridge (1937–1940) sowie als Soldat (seit 1940) und Offizier in der Indischen Armee (1942–1945), wo er seine Sepoy-Soldaten in deren Landessprache politisch beeinflusste. Aus der Soldatenzeit rührte auch der paschtunische Akzent, mit dem sein Urdu gefärbt war.
Nach dem Zweiten Weltkrieg studierte Russell an der renommierten School of Oriental and African Studies (SOAS) in London (seit 1946) und erhielt 1949–1950 ein Stipendium für einen Indien- und Pakistanaufenthalt, vor allem an der Aligarh Muslim University.
Russell war Mitglied der SOAS von 1949 bis 1981 und seit 1950 bis zu seiner Emeritierung zugleich Dekan der Abteilung für Urdu. Er publizierte – sowohl in Urdu als auch auf Englisch – zahlreiche Bücher, Artikel und Aufsätze, entwickelte Lehrmaterialien sowie eine populäre Sprach-Lehrmethode des Alltags-Urdu für Kinder und Erwachsene, die bis heute eingesetzt wird. Seine Übersetzungen, vor allem des indischen Urdu-Dichters Mirza Ghalib, eröffneten der Urdu-Poesie und -Literaturtradition einen weiten Leserkreis.
Auch nach seiner Emeritierung betätigte sich Russell weiterhin als fruchtbarer Übersetzer, Herausgeber und Autor. In Pakistan galt er daher als „Baba-i-Urdu of England“ („englischer Vater des Urdu“) und erhielt den pakistanischen Orden Sitara-i-Imtiaz („Stern der Exzellenz“), den dritthöchsten Orden des Landes, in Anerkennung seiner Verdienste um die Sprache und Literatur.
Sein Verhältnis zur SOAS, seiner wissenschaftlichen Heimatstätte, war nach seinen Worten „obwohl im Ton stets freundlich, so doch in der Sache von scharfer Kritik gekennzeichnet“ und im Grunde seit 1968 „ein ständiger Kampf mit dem Establishment“ der Einrichtung.
Aus der Ehe (1948–1989; Scheidung nach 41 Ehejahren) mit Molly Musgrove gingen eine Tochter Sarah und ein Sohn Ian hervor, der heute gleichfalls Urdu lehrt.

## Schriften

### Urdu
- Three Mughal Poets, zusammen mit Kurshidul Islam, 1968 (Neuauflage 1993)
- Urdu in Britain (als Herausgeber), 1982
- The pursuit of Urdu literature: a select history, 1992
- An Anthology of Urdu Literature, 1999
- How not to write the history of Urdu literature and other Essays on Urdu and Islam, 1999

### Mirza Ghalib
- Ghalib, life and letters, 1969 (Neuauflage 1994)
- Ghalib: The Poet and his Age (Ed), 1997
- Selections from the Persian Ghazals of Ghalib with Translations, 1997
- The Famous Ghalib, 2000
- The Seeing Eye: Selection from the Urdu and Persian Ghazals of Ghalib, 2003
- The Oxford India Ghalib: Life, Letters and Ghazals, 2003

### Sprachkurs Urdu
- New course in Urdu and spoken Hindi for learners in Britain, 1997

### Autobiographie
- Findings, keepings: Life, Communism and everything, 2001
- Losses, Gains, posthum 2010